# Kikas (calciatore 1998)
Kikas, pseudonimo di João Diogo Alves Rodrigues (Castelo Branco, 17 settembre 1998), è un calciatore portoghese, attaccante dell'Estrela Amadora.

## Caratteristiche tecniche
È un centravanti.

## Carriera

### Gli inizi giovanili
Nato a Castelo Branco, João Diogo Alves Rodrigues, detto Kikas, inizia a calciare i primi palloni nei campi del Benfica e Castelo Branco (succursale del Benfica di Lisbona), prima di approdare nel 2011 nelle giovanili di un'altra espressione calcistica di Castelo, il Desportivo Castelo Branco.
Nel 2014 entra nelle giovanili del Vitória Guimarães, rimanendovi fino al 2017, quando viene acquistato dal Benfica e Castelo Branco con cui esordisce fra i professionisti il 20 agosto 2017, disputando l'incontro di Campeonato de Portugal perso 1-0 contro l'Águeda. Termina la prima stagione professionistica con 17 reti.

### Belenenses SAD ed i prestiti
Nel gennaio del 2018 sottoscrive un contratto triennale col Belenenses SAD, valido dal luglio successivo. Il 27 agosto 2018 gioca la prima partita di Primeira Liga in casa del Moreirense (pareggio 1-1). Da fine febbraio ad inizio marzo 2019 segna quattro reti in tre partite consecutive di campionato, tra cui quella rifilata allo Stadio da Luz al Benfica che consente al Belenenses di completare la rimonta di due reti e di pareggiare 2-2.
Il 7 maggio 2019 rinnova il suo contratto col Belenenses fino al 2023, stipulando una clausola rescissoria da 15 milioni. Nel gennaio 2020, durante la sessione invernale di calciomercato, viene ceduto in prestito al Vilafranquense, in LigaPro.
Nella stagione 2020-2021 si trasferisce, sempre a titolo temporaneo, a Cipro, aggregandosi nelle file del Doxa Katōkopias. Nel 2021 il Belenenses lo gira in prestito al Mafra.